# Skivspaghettin
Skivspaghettin var en parodi på Svensktoppen av Galenskaparna och After Shave. I programmet var Peter Rangmar programledaren som intervjuade familjen Floda i Lerum, vilket hade röstat fram dagens lista. Förutom att det visades i SVT:s program Glädjehuset, har det även spelats i radion under 1980-talet.
- Programledaren: Peter Rangmar
- Pappa Öjlert: Jan Rippe
- Mamma Petra: Kerstin Granlund
- Abbott: Anders Eriksson
- Costello: Claes Eriksson